# О
О هو أحد حروف الأبجدية السيريلية، نظيره بالعربية هو الحرف و أو الضمة، وقد يظهر هذا الحرف بعدة أصوات تتضمن أصوات الفتحة والكسرة.
الاسم التقليدي لهذا الحرف هو أُن ويعني بالسلافية الكنسية هو أوهذا. ينحدر هذا الحرف من الحرف اليوناني أوميكرون.